# Ramiro (Angola)
Ramiro és una comuna del municipi de Belas de la província de Luanda.